# Sergio Lozano
Sergio Lozano Martínez (Madrid, 9 novembre 1988) è un ex giocatore di calcio a 5 spagnolo, campione europeo con la nazionale spagnola nel 2012.

## Carriera

### Club
Soprannominato "il bufalo", Lozano è stato uno dei calcettisti più rappresentativi della storia del Barcellona, in cui ha militato per quattordici stagioni consecutive, di cui sette da capitano. Nella sua carriera ha vinto due Futsal Awards: nel 2011 come miglior giovane e due anni più tardi come miglior giocatore assoluto. Con il ritiro di Paco Sedano, nella stagione 2018-19 viene eletto capitano della squadra catalana. Nell'aprile del 2025 annuncia il suo ritiro al termine della stagione sportiva. In totale, Lozano ha vinto con i catalani 35 titoli e ha realizzato 334 reti.

### Nazionale
Lozano ha debuttato nella nazionale spagnola nel 2009, venendo tuttavia escluso dai convocati al campionato europeo 2010. Il 28 dicembre 2021 viene incluso nella lista dei convocati della Spagna per il campionato europeo 2022. La deludente Coppa del Mondo 2024, nella quale gioca poco meno di due minuti, è stata la sua ultima competizione con le furie rosse. In totale, Lozano ha disputato 120 partite con la Spagna, mettendo a segno 89 reti.

## Palmarès

### Club

#### Competizioni nazionali
- Campionato spagnolo: 6
Barcellona: 2011-12, 2012-13, 2018-19, 2020-21, 2021-22, 2022-23
- Coppa di Spagna: 5
Barcellona: 2011-12, 2012-13, 2018-19, 2019-20, 2021-22
- Coppa del Re: 7
Barcellona: 2011-12, 2012-13, 2013-14, 2017-18, 2018-19, 2019-20, 2022-23
- Supercoppa di Spagna: 4
Barcellona: 2013, 2019, 2021, 2022

#### Competizioni internazionali
- UEFA Champions League: 4
Barcellona: 2011-12, 2013-14, 2019-20, 2021-22

### Nazionale
- Campionato d'Europa: 1
Croazia 2012

### Individuale
- Futsal Awards: 2

Miglior giocatore: 2013
Miglior giovane: 2011